# Eric Masip
Eric Masip i Gurri, född 24 november 1995 i Barcelona, är en spansk skådespelare som blev känd för att ha spelat Tomás i serien Veneno (2020) och senare Bruno Costa i Alba (2021). Han uppnådde ytterligare popularitet för sitt deltagande i Netflix-filmen Through my window (2022) som Artemis Hidalgo. 

## Filmografi
- 2014 – Dos a la carta
- 2015 – Sweet Home
- 2015 – Summer Camp
- 2017 – Tito e gli alieni
- 2018 – Fugitiva (TV-serie)
- 2018 – Amar es para siempre (TV-serie)
- 2019 – Cuéntame cómo pasó (TV-serie)
- 2020 – Caronte (TV-serie)
- 2020 – Élite (TV-serie)
- 2020 – Veneno (TV-serie)
- 2021 – El niño Dios
- 2021 – Alba (TV-serie)[2]
- 2022 – Madres. Amor y vida (TV-serie)
- 2022 – A través de mi ventana
- 2022 – Un novio para mi mujer
- 2023 – A través del mar